# پارک فناوری مالزی
پارک فناوری مالزی (مخفف انگلیسی: TPM) یک پارک علم و فناوری واقع در بوکیت جلیل، کوالالامپور، مالزی برای تحقیق و توسعه صنایع دانش بنیان است. مساحت کل خشکی این پارک، ۷۵۰ جریب فرنگی (۳ کیلومتر مربع) می‌باشد و شامل ۱۳ ساختمان است که هر کدام کارکردهای خاصی دارند. فاز یک آن اجرایی شده است.
از زمان تأسیس، این پارک خدمات پشتیبانی، فناوری و قابلیت‌های تحقیق و توسعه را برای افزایش پیشرفت علم، فناوری و نوآوری در دسترس قرار داده است. این امور شامل اجاره محل‌های رشد و توسعه کسب‌و‌کار و امور علمی (incubator premises) به دانشمندان، محققان، کارآفرینان فنی و شرکت‌های کوچک و متوسط و اجاره قطعات زمین برای شرکت‌های دانش‌بنیان فناوری می‌شود. پارک فناوری مالزی همچنین برنامه‌های رشد امور کسب‌و‌کار (incubation programs) و فناوری، از جمله خدمات کوچینگ و هدایت‌گری کسب‌وکار، مشاوره بازاریابی و مالی، انجمن‌های فناوری و کسب‌وکار، کارگاه‌ها و تطبیق کسب‌وکار را ارائه می‌دهد.
سایر خدمات ارائه شده شامل کمک به تجاری‌سازی فناوری جهت حمایت از تجاری‌سازی فناوری، از جمله مشاوره و راهنمایی در انتقال فناوری، مدیریت پروژه، مشاوره مدیریت استراتژیک، تحقیقات بازار و تحلیل فرصت‌ها و برنامه‌های توسعه حرفه‌ای است.